# Huracán Ian
El huracán Ian fue un huracán categoría 5 poderoso y destructivo en el Atlántico a finales de septiembre de 2022 que causó daños catastróficos en el oeste de Cuba y el sureste de Estados Unidos. Fue el huracán más mortífero en azotar el estado de Florida desde el huracán del Día del Trabajo de 1935; además, fue el huracán más destructivo en azotar la isla de Cuba desde el huracán Irma del 2017. La octava depresión tropical, novena tormenta nombrada, cuarto huracán y segundo huracán mayor de la temporada de huracanes del Atlántico de 2022, Ian se originó a partir de una onda tropical ubicada al este de las Islas de Barlovento el 19 de septiembre de 2022. Dos días después, la ola se trasladó al Mar Caribe provocando vientos y fuertes lluvias a las Islas ABC, Trinidad y Tobago, y la costa caribeña de Venezuela y Colombia entre el 21 y 22 de septiembre. Mostró signos de organización y al día siguiente se convirtió en una depresión tropical, a medida que aumentaba la convección y el sistema se volvía más compacto. Después de fortalecerse en la Tormenta tropical Ian, se convirtió en huracán a medida que se acercaba a las Islas Caimán, antes de intensificarse rápidamente a un huracán de categoría 3 de alto nivel cuando tocó tierra en Pinar del Río, Cuba, el primer gran huracán que tocó tierra en el país desde Irma en 2017. Se debilitó ligeramente durante su tiempo sobre tierra, pero se fortaleció una vez que se movió hacia el sureste del Golfo de México, convirtiéndose en un huracán de categoría 5 a principios del 28 de septiembre, a medida que avanzaba hacia la costa oeste de Florida. Ian tocó tierra como huracán categoría 4 en el suroeste de Florida, empatando como el quinto huracán más fuerte registrado en tocar tierra en los Estados Unidos contiguos además de convertirse en el primer huracán importante que toca tierra en Florida desde Michael en 2018. Después de tocar tierra por segunda vez en el suroeste de Florida, se debilitó rápidamente a tormenta tropical antes de regresar al Atlántico, donde la tormenta se volvió a intensificar hasta convertirse en huracán categoría 1 que tocó tierra en Carolina del Sur, el primer huracán en tocar tierra allí desde Matthew en 2016. Escasas horas después, como resultado de la interacción con tierra, se convirtió en un remanente el 30 de septiembre.
Catastróficos fueron los daños que provocó Ian a su paso por Cuba y los Estados Unidos. Ian tocó tierra en Cuba en la madrugada del 27 de septiembre provocando que las provincias de Pinar del Río y Artemisa junto con el municipio especial Isla de la Juventud se quedaran sin electricidad. En Pinar del Río, donde tocó tierra, Ian dejó afectaciones parciales o totales en aproximadamente el 50% de las viviendas. En la tarde del 27 de septiembre toda la isla se quedó sin electricidad debido a una gran falla en el sistema eléctrico nacional que provocó Ian a su paso. Se han confirmado al menos 5 muertes en Cuba y cuantiosas pérdidas materiales. 7 migrantes cubanos que se encontraban en el Estrecho de la Florida también murieron a causa de los mares agitados. Ian causó daños catastróficos en partes del suroeste de Florida, principalmente por inundaciones debidas a marejadas ciclónicas extremas y lluvias. Millones de personas se quedaron sin electricidad tras la tormenta y varios habitantes se vieron obligados a refugiarse en sus techos. En total, el huracán causó al menos 168 muertes, incluidas 12 personas en Cuba y 156 en Estados Unidos y en total dejó un total de $112.9 mil millones en daños.

## Historia meteorológica

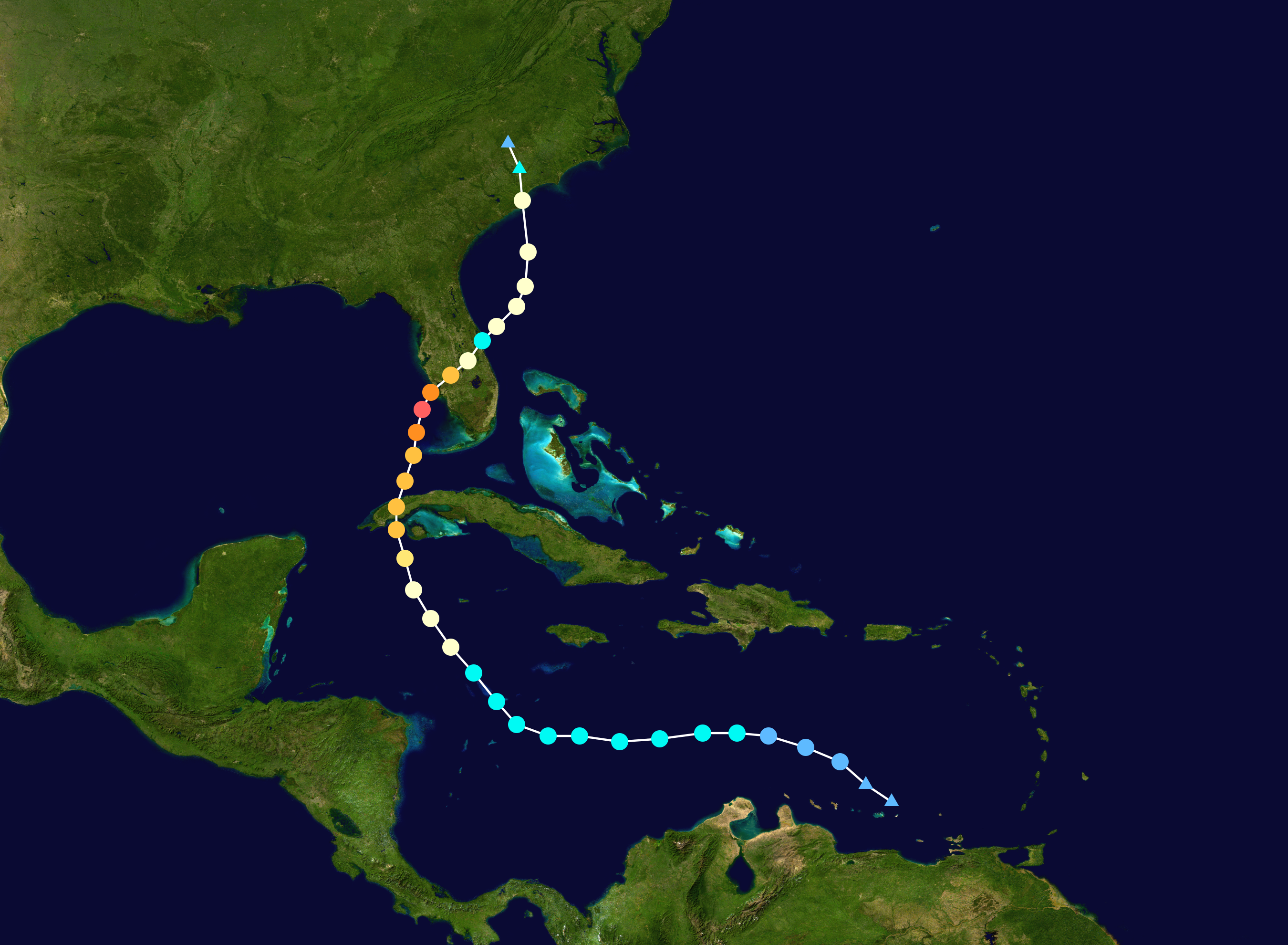
Mapa que traza la trayectoria y la intensidad de la tormenta, según la escala Saffir-Simpson.

El 19 de septiembre, el Centro Nacional de Huracanes (NHC) comenzó a seguir una onda tropical al este de las Islas de Barlovento para un posible desarrollo tropical durante los días posteriores. Dos días después el sistema entró al sureste del Mar Caribe y pasó sobre Trinidad y Tobago, luego cerca de las Islas ABC y la costa caribeña de Venezuela y Colombia. El 22 de septiembre, mientras se movía hacia el oeste-noroeste, el sistema mostró signos de una organización creciente, aunque una cizalladura moderada del viento generada por el flujo de salida en el nivel superior del Huracán Fiona que se encontraba al norte de Bermudas estaba inhibiendo el desarrollo de un ciclón tropical. Aun así, la perturbación pudo formar una circulación definida más tarde ese día y su convección luego aumentó y persistió durante la noche y madrugada del 23 de septiembre y a las 06:00 UTC de ese día se convirtió en la Depresión Tropical Nueve a 215 km (130 millas) al este-sureste de Aruba. Durante el resto de ese día, debido a que todavía se encontraba en un ambiente de cizalladura moderada, poco a poco la nueva depresión fue ganando algo en organización y se convirtió en la Tormenta tropical Ian a las 00:00 UTC del 24 de septiembre. Debido a la fuerte cizalladura del viento, el ciclón permaneció como una tormenta tropical débil durante el resto de ese día y hasta mediados del 25 de septiembre donde la cizalladura del viento generada por la lejana Fiona desapareció por completo, cuando la tormenta entró en aguas del Mar Caribe central, donde encontró condiciones muy favorables para su intensificación como: baja cizalladura del viento, temperaturas cálidas de la superficie del mar de alrededor de 30 °C y una humedad relativa de nivel medio favorable. En entorno favorable Ian se organizó mejor y comenzó un período de rápida intensificación a partir de las 00:00 UTC del 26 de septiembre convirtiéndose en un huracán de categoría 1 en la mañana de ese día ubicado en ese momento a 150 km (90 millas) al suroeste de Gran Caimán. Moviéndose hacia el noroeste, el ciclón continuó fortaleciéndose durante ese día, alcanzando poco después la categoría 2. La intensificación explosiva de Ian no se detuvo y se convirtió en el segundo huracán mayor de la temporada a las 06:00 UTC del 27 de septiembre al alcanzar vientos de un huracán categoría 3 de 185 km/h (115 mph) y una presión de 956 mbar mientras se encontraba muy próximo a tocar tierra en Cuba. Luego, a las 08:30 UTC (04:30 AM hora local), tocó tierra cerca de La Coloma, en la provincia cubana de Pinar del Río, como un huracán de categoría 3 de alto nivel al borde de la categoría 4, con vientos sostenidos de 205 km/h (125 mph) y una presión central mínima de 947 mbar convirtiéndose en el primer huracán mayor que toca tierra en Cuba desde Irma en 2017. Después de unas seis horas sobre tierra, Ian dejó a Cuba cerca de la localidad de Puerto Esperanza y emergió hacia el Golfo de México, todavía como un gran huracán pero debido a su interacción con tierra cubana se debilitó un poco. Una vez en el Golfo de México, nuevamente comenzó un período de rápida intensificación a y a las 02:00 UTC del 28 de septiembre, tocó tierra en el Parque Nacional Dry Tortugas en los Cayos de la Florida con vientos sostenidos de 205 km/h (125 mph) y una presión mínima de 952 mbar, mientras se sometía a un ciclo de reemplazo ocular. La presión mínima fluctuó durante el ciclo de reemplazó de la pared del ojo y una vez que completó ese ciclo se fortaleció rápidamente, convirtiéndose en un huracán de categoría 4 a las 06:00 UTC de ese día. Ian alcanzó su máxima intensidad seis horas después, a las 12:00 UTC como un poderoso huracán de categoría 5 con vientos máximos sostenidos de 260 km/h (160 mph) y una presión de 937 mbar. Más tarde, a las 19:05 UTC, tocó tierra cerca de Cayo Costa, Florida, con vientos sostenidos de 240 km/h (150 mph) y una presión de 941 mbar convirtiéndose en el primer huracán importante que toca tierra en Florida desde Michael en 2018. Una hora y media después, a las 20:35 UTC, tocó tierra en el territorio continental de Florida, justo al sur de Punta Gorda, un poco más debilitado con vientos máximos sostenidos de 230 km/h (145 mph) y una presión de 945 mbar. Después de tocar tierra, Ian se fue debilitando poco a poco, a medida que avanzaba a través de la Florida y fue degradado por debajo de la fuerza de un huracán importante a primera hora del 29 de septiembre. y a una tormenta tropical a las 12:00 UTC de ese mismo día. En la tarde de ese día, emergió hacia las aguas del Atlántico cerca de Cabo Cañaveral como una fuerte tormenta tropical. En ese momento, la tormenta exhibía algunas características de un ciclón subtropical. Aun así, siguió siendo un ciclón tropical híbrido ya que mantuvo un núcleo cálido. Más tarde, a las 18:00 UTC, mientras giraba hacia el norte-noreste, Ian se volvió a intensificar hasta convertirse en un huracán al tener vientos de 120 km/h (75 mph) a medida que avanzaba sobre las aguas cálidas de la Corriente del Golfo. El sistema giró hacia el norte en la mañana del 30 de septiembre y aceleró. Durante este tiempo, se volvió a desarrollar una convección profunda cerca del centro de la tormenta y las características frontales se alejaron de su núcleo. También comenzó a formarse una pared del ojo alrededor de una parte de su circulación. A las 18:05 UTC del 30 de septiembre, Ian tocó tierra por quinta vez cerca de Georgetown, Carolina del Sur, en su segundo pico de intensidad, con vientos sostenidos de 130 km/h (80 mph) y una presión de 978 mbar. El huracán comenzó a debilitarse tierra adentro y pasó a ser un ciclón post-tropical sobre la costa de Carolina del Sur escasas horas después de tocar tierra, antes de las 00:00 UTC del 1 de octubre.

## Preparaciones

### Caribe

#### Jamaica
El Servicio Meteorológico de Jamaica emitió avisos de tormenta tropical para la isla de Jamaica el 23 de septiembre de 2022. Se emitieron simultáneamente avisos marinos y avisos de inundaciones.

#### Islas Caimán
El gobierno de las Islas Caimán emitió alertas de huracán para sus tres islas Gran Caimán, Caimán Brac y Pequeño Caimán el 23 de septiembre a las 21:00 UTC, ya que se proyectó que Ian pasaría muy cerca de esas islas como huracán. El Centro Nacional de Operaciones de Emergencia había entrado en modo de activación completa junto con los servicios de emergencia, el Regimiento de las Islas Caimán y la Guardia Costera de las Islas Caimán vieron la movilización completa y los despliegues de su personal. Además, el Gobernador de las Islas Caimán, solicitó al Reino Unido empezar a desplegar más militares adicionales en las islas para las operaciones de ayuda humanitaria y socorro en casos de desastre (HADR). También se desplegaron helicópteros del Servicio de Policía de las Islas Caimán para ayudar en la operación. En ese momento, uno de los helicópteros se desplegó en las Islas Turcas y Caicos antes del desarrollo de Ian para ayudar en los esfuerzos de recuperación allí después del paso del Huracán Fiona. La Royal Navy también desplegó su helicóptero para ayudar. Escuelas, universidades y centros educativos cerraron las puertas en la tarde del 23 de septiembre. El 24 de septiembre a las 18:00 UTC, la alerta de huracán para Gran Caimán se actualizó a advertencia de huracán y la alerta de huracán para Cayman Brac y Little Cayman se cambió a advertencia de tormenta de huracán. También se emitieron advertencias de inundaciones junto con advertencias marinas para Gran Caimán la Autoridad de Aeropuertos de las Islas Caimán continuaría operando los aeropuertos hasta la tarde del 25 de septiembre, momento en el cual los aeropuertos cerrarían y todas las aeronaves en los aeropuertos serían evacuadas.

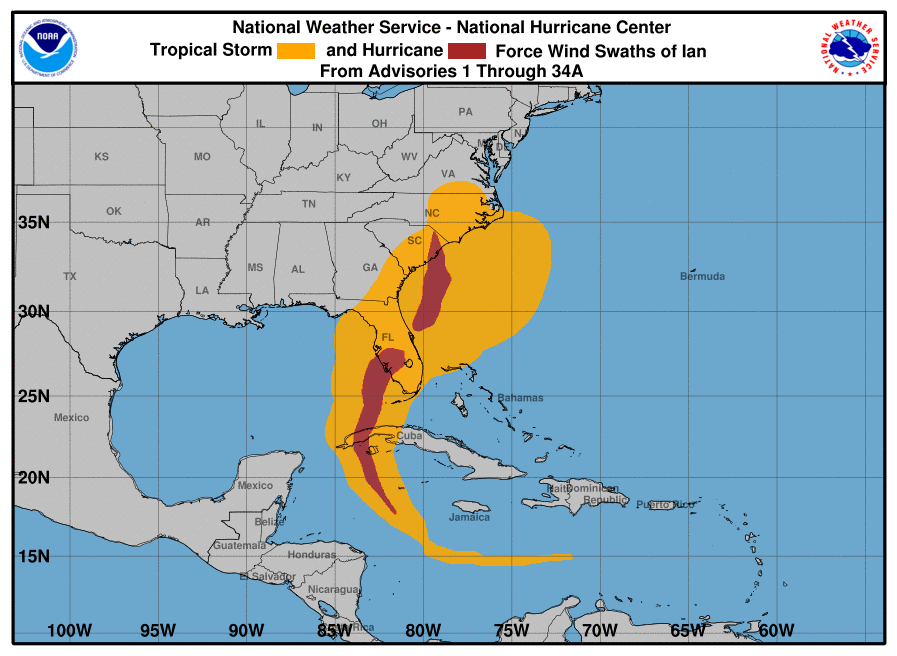
Mapa que muestra el campo de vientos de huracán en rojo y tormenta tropical en naranja del Huracán Ian.

#### CubaCuba
El 26 de septiembre el Gobierno de Cuba emitió una fase de alarma ciclónica para las provincias de Pinar del Río, Artemisa y el Municipio Especial Isla de la Juventud, una fase de alerta para las provincias de La Habana, Mayabeque, Matanzas y Cienfuegos mientras que las provincias de Villa Clara, Sancti Spíritus y Ciego de Ávila estaban en la fase informativa. En las provincias más occidentales se ordenó bajar los techos y laterales de todas las casas de cultivos tapados y asegurar las máquinas de privote central. El presidente del Grupo Empresarial Agrícola (GAG) orientó la limpieza de tragantes interiores, recogida de desechos sólidos, proteger los equipos de transporte, proteger almacenes, preservar los productos terminados en lugares altos, evacuar y proteger el ganado vacuno y equino, proteger 260 toneladas de tabaco y cosechar el arroz maduro que esté en el campo. En Pinar del Río fueron evacuadas más de 50 mil personas y se activaron 55 centros de evacuación. Se ordenó evacuar de inmediato alrededor de 14 mil habitantes que residen en zonas costeras. El 26 de septiembre a partir del mediodía quedó paralizado el transporte público y a partir de las 7:00 PM de ese día quedó prohibida la circulación de peatones y vehículos por la vía pública. En la provincia de Artemisa se evacuaron alrededor de 83 mil personas hacia casas de familiares, amigos o hacia los centros de evacuación destinados. Se habilitaron un total de 37 albergues para la protección de los pobladores. En La Habana se suspendieron las actividades laborales el 27 de septiembre con excepción de las relacionadas con la elaboración de alimentos, Salud Pública, Hogares de abuelos, hogares de niños sin amparo filial, entre otras y se activaron 62 centros elaboradores de alimentos. Alrededor de 61 mil 200 personas fueron evacuadas en La Habana. En la comunidad sureña de Cocodrilo en la Isla de la Juventud se evacuaron alrededor de 40 personas y en Batabanó, Mayabeque, área muy vulnerable debido a inundaciones se evacuaron más de 2 mil personas.

### Estados Unidos

#### Florida
El 24 de septiembre, el gobernador de Florida, Ron DeSantis, declaró el estado de emergencia para todo el estado de Florida. Las escuelas del área de la Bahía de Tampa también cerraron las puertas, y varios colegios y universidades, incluida la Universidad del Sur de Florida, la Universidad de Tampa, etc, anunciaron que cancelarían sus clases y que cerrarían temporalmente. El 27 de septiembre, 55 distritos escolares públicos de todo el estado anunciaron cancelaciones, muchas hasta el final de la semana. Los funcionarios del Centro Espacial Kennedy retrasaron el lanzamiento de la NASA Artemis 1, y el cohete fue devuelto al Edificio de ensamblaje de vehículos. El presidente Joe Biden aprobó una declaración de estado de emergencia para Florida el 24 de septiembre. Además, la Administración Biden también declaró una emergencia de salud pública para Florida. Numerosos aeropuertos y puertos, incluidos los de Tampa, Bahía de Tampa, Orlando, San Pestesburgo y Key West, anunciaron que suspenderían sus operaciones. Walt Disney World and Universal en Orlando declaró que cerrarían atracciones. Numerosas tiendas, incluyendo Walmart y Waffle House , fueron cerradas debido al inminente clima peligroso.
Se emitieron órdenes de evacuación obligatorias para partes de varios condados. Alrededor de 300.000 personas pueden ser evacuadas de las áreas del Condado de Hillsborough con escuelas y otros lugares que se utilizan como refugios. El gobernador movilizó 5000 soldados de la guardia nacional del estado de Florida con otros 2000 en espera en los estados vecinos. Los funcionarios de Tallahassee y las ciudades cercanas retiraron los escombros y monitorearon las líneas eléctricas y los sistemas de aguas pluviales de las ciudades para asegurarse de que los sistemas de infraestructura estuvieran preparados y seguros.

#### Georgia
El gobernador de Georgia, Brian Kemp, ordenó la activación del Centro de Operaciones del Estado el 26 de septiembre, lo que inició los preparativos para el impacto de la tormenta en la última parte de la semana. Muchos agricultores se prepararon antes de la tormenta apagando los sistemas de riego para intentar secar el suelo y cosechar lo que pudieran, ya que gran parte de la cosecha de algodón del estado aún no se ha cosechado. Atlanta Motor Speedway abrió sus campamentos a los evacuados por huracanes.

#### Carolina del Sur
El 30 de septiembre, el Centro de Predicción Meteorológica emitió un riesgo moderado de precipitaciones excesivas para una gran parte de Carolina del Sur y Carolina del Norte. En la tarde del 30 de septiembre, el huracán Ian tocó tierra justo al sur de Georgetown, Carolina del Sur, provocando inundaciones en las calles.

## Impacto

### Caribe

#### Islas Caimán
Se sintieron impactos mínimos en las Islas Caimán cuando la tormenta pasó hacia el oeste. El 26 de septiembre, a las 3:00 p. m., hora del este, desde el Centro Nacional de Operaciones de Emergencia se anunció que todo estaba despejado para las islas.  Se observaron un par de pulgadas de lluvia y ráfagas de viento de hasta 50 mph (80 km/h) en Seven Mile Beach en Gran Caimán junto con algunas inundaciones menores por marejadas ciclónicas. También se informaron daños menores y cortes de energía dispersos. 

#### CubaCuba
Azotando el oeste de Cuba como un huracán de categoría 3, Ian causó grandes daños en las provincias de Pinar del Río y Artemisa, sobre todo en la primera, donde provocó severos daños en viviendas, agricultura, servicio eléctrico y telefónico y otras infraestructuras. La tormenta tocó tierra a las 04:30 AM hora local del 27 de septiembre en la provincia de Pinar del Río. Se observó una racha máxima de viento de 208 km/h (129 mph) en San Juan y Martínez. Se midió una precipitación total de 4,26 pulgadas (108,3 mm) en 24 horas en la Isla de la Juventud. Solo durante 4 días las lluvias registradas en el país representaron el 30% de la media histórica del mes de septiembre. Se produjeron importantes inundaciones por marejada ciclónica a lo largo de las costas del Golfo de Guanahacabibes y la Isla de la Juventud. En la Isla de la Juventud se reportaron más de 80 inmuebles con daños parciales o totales en la cubierta ligera y dos derrumbes totales, afectaciones en 10 hectáreas de plátanos, siendo las más afectadas las comunidades rurales de Cocodrilo, Julio Antonio Mella y La Reforma. Ian provocó un apagón en la madrugada del 27 de septiembre en las provincias de Pinar del Río y Artrmisa cortando el suministro eléctrico a más de 1.1 millones de habitantes. El Instituto de Meteorología de Cuba ubicado en La Habana reportó vientos sostenidos de 90 km/h (56 mph) con una racha máxima de 136 km/h (84 mph) durante la tarde del 27 de septiembre. Ian afectó el 40% de las radiobases y el 7% de los servicios telefónicos en toda Cuba, registrándose más de 100 mil servicios de telefonía fija interrumpidos según informó Etecsa. A las 17:53 hora local del 27 de septiembre Ian provocó que toda Cuba se quedara sin energía eléctrica tras un colapso de la red eléctrica que dejó a más de 11 millones de personas sin luz. El emblemático y principal estadio de béisbol de la Provincia de Pinar del Río, el estadio Capitán San Luis, sufrió severos daños ya que los fuertes vientos tumbaron tres torres de iluminación y una de esas torres dañó seriamente la pantalla electrónica en el estadio. El Estadio 26 de Julio de la vecina Provincia de Artemisa sufrió impactos más severos con 2 torres de iluminación derribadas. En la Provincia de Villa Clara situada en el centro del país, se registraron 165 mm de precipitaciones en la zona del Escambray en 48 horas que provocaron crecidas de ríos. Seis personas murieron en Cuba como consecuencia de Ian. Primero ocurrieron 3 fallecimientos durante el paso de la tormenta en la Provincia de Pinar del Río relacionadas con derrumbes de viviendas y electrocuciones. Dos muertes más ocurrieron después de que Ian pasara en La Habana debido a que dos electricistas se electrocuraron tratando de restablecer el servicio eléctrico en las labores de recuperación. El 2 de noviembre, más de un mes después del paso del huracán, un trabajador eléctrico murió intentando restablecer el servicio eléctrico en la Provincia de Pinar del Río. Los daños en Cuba se estimaron en los $200 millones de dólares (USD)

### Estados Unidos
| Rank | Huracán | Año  | Daños totales  |
| ---- | ------- | ---- | -------------- |
| 1    | Katrina | 2005 | $125 billones  |
| 1    | Harvey  | 2017 | $125 billones  |
| 3    | Ian     | 2022 | $112 billones  |
| 4    | Maria   | 2017 | $90 billones   |
| 5    | Helene  | 2024 | $78.7 billones |
| 6    | Ida     | 2021 | $75 billones   |
| 7    | Sandy   | 2012 | $65 billones   |
| 8    | Irma    | 2017 | $52.1 billones |
| 9    | Milton  | 2024 | $34.3 billones |
| 10   | Ike     | 2008 | $30 billones   |

#### Florida
Se informaron varios tornados en el sur de la Florida a medida que se acercaba la tormenta el 27 de septiembre, uno de los cuales dañó gravemente más de 15 aviones y varios hangares en el aeropuerto North Perry en el condado de Broward. Se observaron vientos con fuerza de tormenta tropical en el Aeropuerto Internacional de Cayo Hueso antes de las 22:00 UTC (18:00 EDT) del mismo día; Posteriormente, la ciudad de Key West registró su tercera marejada ciclónica más alta desde 1913. Las áreas entre Longboat Key y Bonita Beachse proyecta que tengan entre 6 y 18 pies (1,8 y 5,5 m) de marejada ciclónica. La ciudad de Venecia cortó el suministro de agua a la isla de Venecia. Al menos 1,8 millones de personas están sin electricidad.
El 28 de septiembre, a las 10:46 EDT, el Servicio Meteorológico Nacional de la Bahía de Tampa emitió una advertencia de viento extremo extremadamente rara para vientos sostenidos de 115 millas por hora (185 km/h) o más. Minutos más tarde, el Centro Nacional de Huracanes publicó el Aviso 24 sobre el huracán Ian que indica que la "pared del ojo extremadamente peligrosa de Ian" se está "moviendo hacia la costa". Minutos después de que el servicio meteorológico nacional de Tampa Bay emitiera su anuncio, el Distrito Escolar de Tampa Bay canceló las clases hasta el viernes. Amazon también ha cancelado las operaciones de almacenamiento en algunas instalaciones. Más de 2000 vuelos fueron cancelados como resultado directo del huracán Ian. Más tarde ese día, a las 12:04 p. m. EDT, el Servicio Meteorológico Nacional de Tampa emitió una segunda advertencia de viento extremo. El flujo en alta mar de Ian también extrajo toda el agua de la bahía de Tampa. Se confirmaron vientos sostenidos con fuerza de huracán en varios lugares en el punto de llegada a tierra en el suroeste de Florida, incluido un informe de Grove City en el lado occidental del puerto de Charlotte de viento sostenido de 95 mph (153 km/h) junto con una ráfaga a 128 mph (206 km/h) en el momento de la segunda llegada a tierra de Ian.
A medida que la tormenta se acercaba a Florida, se hundió un bote que transportaba a 23 migrantes cubanos. Tres de ellos fueron rescatados por la Guardia Costera, mientras que un cuarto pudo nadar hasta la orilla.

### Carolina del Sur
A las 3:00 p. m. EDT del 30 de septiembre, más de 210 000 clientes se habían quedado sin electricidad en el estado debido al huracán.] Un mareógrafo en Springmaid Pier en Myrtle Beach alcanzó los 10,77 pies (3,28 m), superando el récord de 9,8 pies (3,0 m) establecido por el Huracán Isaías dos años antes. A partir de las 11:00 a. m. EDT del 1 de octubre, aproximadamente 63 000 clientes seguían sin electricidad, principalmente en los condados de Horry, Georgetown, Condado de Charleston, Florence, Williamsburg y Berkeley.

### Carolina del Norte
A las 3:30 PM EDT del 30 de septiembre, más de 76 000 personas se habían quedado sin electricidad en el estado, con 65 000 solo en el condado de Wake. Ha habido cinco muertes relacionadas con tormentas en el estado.

### En otras partes
Para el 1 de octubre, miles de personas se habían quedado sin electricidad en Virginia. Durante los primeros días de octubre, el área remanente de baja presión del Huracán Ian produjo lluvias prolongadas y fuertes vientos en el Atlántico Medio. Se produjeron inundaciones costeras generalizadas a lo largo de la costa de Nueva Jersey [152] y Sea Isle City recibió 8,14 pulgadas (20,7 cm) de lluvia entre el 1 y el 3 de octubre. AccuWeather describió el sistema como un nordeste que produjo niveles de marea de tormenta comparables a los del Huracán Sandy. La lluvia alivió las condiciones de sequía en gran parte de Nueva Jersey,  y duró hasta el 5 de octubre. El sistema también produjo temperaturas inusualmente frías en toda la región, y Trenton tuvo una temperatura máxima de 12 °C (53 °F) el 4 de octubre, un grado por debajo del máximo diario récord para esa fecha. [153] En el Aeropuerto Internacional John F. Kennedy se registraron altas temperaturas de 52 °F (11 °C), el máximo más frío registrado el 3 de octubre.

## Retiro de Nombre
En 29 de marzo de 2023, Ian terminaría siendo retirado de la lista de huracanes y se reemplazaría por Idris para la temporada de huracanes 2028, Ian no volverá a ser utilizado para otro ciclón tropical de nuevo